# Friedrich von Kreckwitz

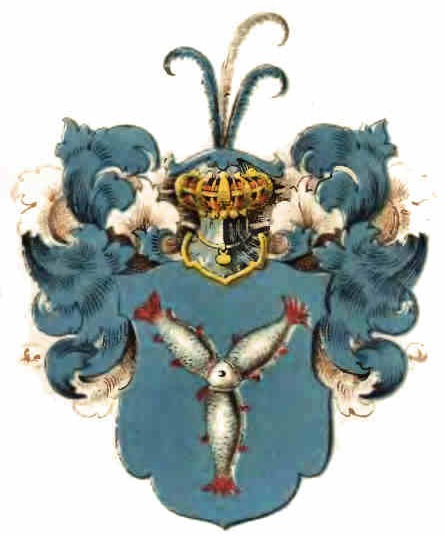
Wappen derer von Kreckwitz

Friedrich von Kreckwitz (* um 1550 in Juppendorf, Fürstentum Glogau; † 28. November 1593 in Belgrad) war ein kaiserlicher Reichshofrat und Botschafter bei der Pforte.

## Leben
Er stammte aus dem schlesischen Adelsgeschlecht von Kreckwitz. Seine Eltern waren der Hauptmann von Guhrau Hans von Kreckwitz († 1588) und dessen Ehefrau Emerentiana geb. von Haunold. Der kaiserliche Vorschneider Johann von Kreckwitz († 1597) und Caspar von Kreckwitz waren seine Brüder. Friedrich von Kreckwitz stieg unter der Amtszeit Kaiser Rudolfs II. zum Reichshofrat auf. Am 26. Januar 1590 erhielt er vom Kaiser das Prädikat "Edler, lieber, getreuer". 1590 wurde er zum neuen Botschafter bei der Pforte ernannt und sollte ein "türkisches Präsent" nach Konstantinopel überbringen. 1593 setzte ihn der Großvezier Sinan Pascha gefangen. Die Türken nahmen ihn darauf auf ihren Feldzügen mit. Er soll 1594 in Belgrad an den Strapazen gestorben sein. Seine Begleiter, Hofkirchen, Wratislaw, Wendel und Samarin blieben im Kerker oder auf der Galeere. Wegen der ausstehenden Besoldung seiner Begleiter hatten sich in Folge immense Schulden angehäuft. Laut einem Aktenstück von 1595 bat ein Diener der auf Grund des Krieges in der Türkei festgehalten wurde, um Unterstützung. 1612 kam es zu einem Bericht der Schlesischen Kammer um Caspar von Kreckwitz, wegen der von seinem verstorbenen Bruder Friedrich von Kreckwitz geschuldeten Besoldung von 24.850 Gulden.